# Hermandad del Prendimiento (Córdoba)
La  Muy Mariana y Sacramental Hermandad Salesiana y Cofradía de Nazarenos de Nuestro Padre Jesús, Divino Salvador, en su Prendimiento, Nuestra Señora de la Piedad y San Juan Bosco, es una hermandad de penitencia de la ciudad de Córdoba. Tiene su sede canónica en el Santuario de María Auxiliadora y realiza su estación de penitencia  en la tarde del Martes Santo.

## Historia
La cofradía se funda el 7 de octubre de 1952 por antiguos alumnos del Colegio Salesiano de Córdoba, junto a cofrades de otras hermandades, bajo el amparo del director del colegio.

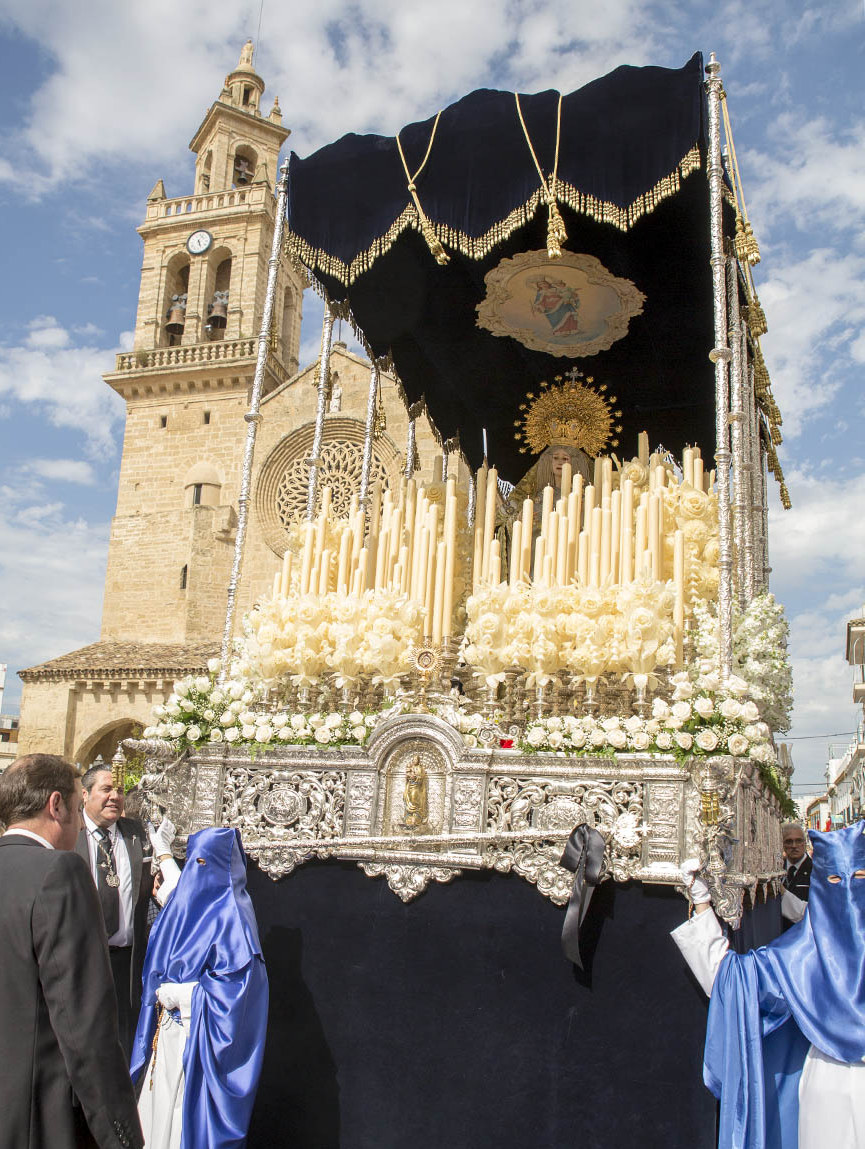
Palio de Nuestra Señora de la Piedad

La primera salida procesional con el Señor de Castillo Ariza fue en 1954. Las imágenes secundarias son encargadas a Castillo Ariza y Martínez Cerrillo, llegando a procesionar un caballo sobre el paso. La talla de Nuestra Señora de la Piedad fue realizada por Martínez Cerrillo en 1958,  siendo su primera salida el Martes Santo de 1959 con el antiguo palio de las Angustias. 
El mal estado de la imagen titular provoca la ejecución por parte de Dubé de Luque de una nueva imagen en el año 1990. En el año 1997 se reforma el paso de misterio y comienza la sustitución de las imágenes secundarias que culminaría en 2008.
El año 2014 trae consigo la elección de un nuevo estilo rococó afrancesado para todo el cortejo. Aprobándose un nuevo proyecto de paso de misterio y el bordado del palio de Nuestra Señora de la Piedad. El proyecto del paso de misterio es obra de Miguel Ortiz y Manuel Jurado y el de paso de palio de Julio Ferreira.

## Imágenes Titulares
- Nuestro Padre Jesús, Divino Salvador, en su Prendimiento

Es una obra de Antonio Dubé de Luque, fue bendecida el 28 de febrero de 1990. El misterio representa el Prendimiento de Jesús, siendo las imágenes secundarias realizadas por Antonio Bernal entre 1998 y 2008.
- Nuestra Señora de la Piedad

Dolorosa de candelero para vestir, realizada por Martínez Cerrillo en 1958 en madera de pino de Flandes y con una altura de 159 cm. Ha sido restaurada por su propio autor, por Valverde en 1982, Miguel Ángel González Jurado en 1993 y José Luis Ojeda Navío en 2006.
- San Juan Bosco

Se trata de una imagen de talla completa realizada en madera de cedro, policromada y estofada en oro por Edwin González Solís en 2016, a imitación de una preexistente realizada en escayola.

## Música
- Primer paso. Agrupación Musical Santísimo Cristo de Gracia (Córdoba)
- Segundo paso. Asociación Musical de La Algaba (La Algaba, Sevilla)

### Patrimonio Musical

#### Para Agrupación Musical
- ”Prendido en San Lorenzo”. Antonio Moreno Pozo, 2008.
- ”Prendimiento de Jesús”. Alejandro Cubero Romero, 1992.
- ”El Divino Salvador”. Francisco David Álvarez Barroso, 2011.
- ”Prendido va Jesús”. David Pérez Pérez, 2012.
- ”Ángeles Salesianos”. Manuel Roldán Roldán, 2015.
- ”La Traición”. Manuel Roldán Roldán, 2019.

#### Para Cornetas y Tambores
- ”De tu Prendimiento, mi Piedad”. José Luis Jurado González, 2003.[6]

#### Para Banda de Música
- ”Nuestro Padre Jesús en su Prendimiento”. Francisco González Cubero, 2005.
- ”Piedad Salesiana”. Francisco Conde Magán, principios años 90.
- ”Nuestra Señora de la Piedad”. Pedro Gámez Laserna, 1968.
- ”Prendido en tu Piedad”. Álvaro López Morcillo, 2002.
- ”Madre del Salvador”. Francisco Gabriel Camacho Roldán, 2019.
- ”La Piedad en San Lorenzo”. Miguel Ángel Melguizo Gómez, 2002.
- ”Bajo tu Piedad Salesiana”. Miguel Ángel Urbano Lasarte, 2020.
- ”Nuestra Señora de la Piedad”. Francisco González Cubero, 2005.
- ”Reina Salesiana de la Piedad”. Juan R. Vílchez Checa, 2007.

#### Para Capilla
- ”Cristo del Prendimiento”. Pedro F. Granados Milán, 2015.
- ”Piedad de María”. Miguel Ángel Urbano Lasarte, 2020.[7]

| Predecesor: La Santa Faz | Orden de entrada en la carrera oficial (Martes Santo) Sexto lugar | Sucesor: El Perdón (Miércoles Santo) |